# Rotzendorf
Rotzendorf ist ein Ortsteil von Püchersreuth im Landkreis Neustadt an der Waldnaab des bayerischen Regierungsbezirks Oberpfalz.

## Geographische Lage
Der Weiler Rotzendorf liegt 1 km östlich der Bundesstraße 15 und 350 m nordwestlich der Schlattein.
Es liegt 3 km nordwestlich von Püchersreuth und 4,5 km nordöstlich von Neustadt an der Waldnaab.

## Geschichte
Rotzendorf (auch Rozendorf, Retzelstorf) wurde im Böhmischen Salbüchlein von Kaiser Karl IV. aus den Jahren 1366 bis 1368 mit einem Gut genannt.
Zu dieser Zeit gehörte nur ein Hof in Rotzendorf zum Amtsbereich Störnstein.
Die anderen Anwesen in Rotzendorf gehörten zu Bärnau und zu Windischeschenbach.
1483 wurde eine Mühle zu Rotzendorf erwähnt.
Kurfürst Ottheinrich führte 1542 per Erlass die protestantische Konfession in seinem Fürstentum ein. In den Jahren 1548 bis 1571 ging die Herrschaft des Klosters Waldsassen nach und nach in die kurpfälzische Landeshoheit über. Im Rahmen der von Ottheinrich 1558 durchgeführten Neuordnung des Kirchenwesens in der gesamten Oberen Pfalz wurde Wurz Pfarrei in der Superintendentur Tirschenreuth.
Die Pfarrei Wurz umfasste die Ortschaften Kotzenbach, Pfaffenreuth, Mitteldorf, Rotzendorf, Walpersreuth, Eppenreuth, Kahhof, Lamplmühle, Ernsthof, Stinkenbühl, Rotzenmühle, Wurmsgefäll, Geißenreuth. Ihr Pfarrer war Michael Schiffendecker aus Runneburg bei Zwickau.
Das Pfarrurbar von 1572 verzeichnete für Rotzendorf 2 Höfe zur Herrschaft Neustadt, 5 Höfe zu Wildenau und 2 Anwesen zu Bärnau.
1619 gehörte Rotzendorf zum Gutssitz Wildenau.
Christoph Heinrich von Reitzenstein verkaufte das Kronlehengut Wildenau zusammen mit Schirnbrunn, Wurmsgefäll, Wurz und Rotzendorf in diesem Jahr an seine Schwester Rosina Barbara von Reitzenstein.
Deren Ehemann Christof Karl von Reitzenstein wurde 1630 in das Landsassengut Wildenau eingewiesen.
1641 wurde Störnstein-Neustadt unter Wenzel Eusebius von Lobkowicz zur gefürsteten Grafschaft erhoben.
Das Herrschaftsgebiet war in 4 Viertel geteilt: Neustädter Viertel, Altenstädter Viertel, Denkenreuther Viertel und Oberndorfer Viertel.
Rotzendorf gehörte mit 2 Untertanen zum Oberndorfer Viertel.
Christof Karl von Reitzenstein war hoch verschuldet bei Anton Freiherr von Burry, der 1643 Wildenau übernahm, nach dem Tod von Christof Karl 1640.
Burry verkaufte Wildenau 1653 an Christof Albrecht von Sazenhofen.
1658 waren in Rotzendorf 5 Bauern nach Wildenau und 2 Bauern zur fürstlich lobkowitzischen Herrschaft nach Neustadt-Störnstein grundbar.
Bei der Gegenreformation wurde Wurz wieder katholisch, die kirchliche Einteilung Ottheinrichs wurde aufgehoben und der Zustand von vor der Reformation wieder hergestellt. Der Stift Waldsassen wurde 1669 an die Zisterzienser zurückgegeben.
Die Pfarrei Wurz gehörte nun zum Dekanat Nabburg.
Wildenau blieb im Besitz der Familie Sazenhofen bis zu deren Erlöschen 1782.
1764 wurde es an das Fürstentum Sulzbach übertragen.
1764 und 1783 gehörten zum Gut Wildenau unter anderen ein Ganzbauer, drei Halbbauern und ein Viertelgüter in Rotzendorf.
1800 wurde Rotzendorf als Teil von Wildenau in das Landgericht Tirschenreuth eingegliedert.
Seit 1808 war Eppenreuth Gemeinde und Steuerdistrikt mit den Ortschaften Eppenreuth, Baumgarten (erste Nennung 1961), Mitteldorf, Rotzendorf, Rotzenmühle, Stinkenbühl, Walpersreuth.
Eppenreuth gehörte zunächst zum Landgericht Tirschenreuth und wurde 1857 in das Landgericht Neustadt an der Waldnaab umgegliedert.
1978 wurde die Gemeinde Eppenreuth mit ihren Ortsteilen in die Gemeinde Püchersreuth eingegliedert.

## Einwohnerentwicklung in Rotzendorf ab 1819
| Jahr | Einwohner | Gebäude |
| ---- | --------- | ------- |
| 1819 | 62        | 8       |
| 1838 | 73        | 8       |
| 1871 | 56        | 36      |
| 1885 | 73        | 10      |
| 1900 | 62        | 10      |
| 1913 | 50        | 8       |

| Jahr | Einwohner | Gebäude |
| ---- | --------- | ------- |
| 1925 | 63        | 10      |
| 1950 | 76        | 8       |
| 1961 | 49        | 8       |
| 1970 | 47        | k. A.   |
| 1987 | 46        | 8       |
| 2011 | 25        | k. A.   |

## Tourismus und Kultur
Rotzendorf liegt am Skulpturenweg Ilsenbach.
Das ist ein Rundwanderweg von Ilsenbach über St. Quirin, durch das Schlatteintal nach Rotzendorf.
An diesem Weg stehen Werke der Künstler Günter Mauermann, Rüdiger Goedecke, Barbara Hierl, Astrid Kriechenbauer, Willi Hengge, Klaus Kuran, Klaus Neugirg, Karl-Hans Bergauer, Hans Burmeister.
In Rotzendorf gibt es das Landgut Federkiel, mit einem Kunstcafé und einem Restaurant, das im Freiland gehaltenes Geflügel aus eigener Züchtung anbietet.
In diesem Landgut finden verschiedene kulturelle Veranstaltungen statt.